# Фабрика аутомобилских делова
ФАД а.д. (Фабрика аутомобилских делова) је предузеће које се бави производњом делова за моторна возила.  
Компанија је основана 27. децембра 1961, а седиште , као и производња, се налази у Горњем Милановцу, Србија. 
Предузеће је 31. августа 2015. купљено на аукцији за 242 милиона динара од стране компаније Металац. Фирма је регистрована као „Металац ФАД” и интегрисана у корпоративни систем Металац групе.
Производни програм обухвата споне и зглобове за све типове возила, осцилирајућа рамена за путничке аутомобиле, вођице за теретни и аутобуски програм и делове вешања за пољопривредне машине и специјална возила. ФАД поседује међународне сертификате ISO 9001 и TS 16949.